# Хлібодарське
Хлібодарське — селище Авангардівської селищної громади у Одеському районі Одеської області в Україні.

## Історія
16 лютого 1987 року «Президія Верховної Ради Української РСР постановляє: Присвоїти новозбудованому населеному пункту Біляївського району Одеської  області найменування — селище Хлібодарське»

## Населення

### Мова
Розподіл населення за рідною мовою за даними перепису 2001 року:
| Мова            | Кількість | Відсоток |
| --------------- | --------- | -------- |
| українська      | 1794      | 71.22%   |
| російська       | 686       | 27.23%   |
| болгарська      | 11        | 0.44%    |
| румунська       | 8         | 0.32%    |
| білоруська      | 6         | 0.24%    |
| вірменська      | 3         | 0.12%    |
| польська        | 2         | 0.08%    |
| інші/не вказали | 9         | 0.35%    |
| Усього          | 2519      | 100%     |